# Another Animal
Another Animal es un supergrupo de hard rock formado por miembros de Godsmack, Ugly Kid Joe, y Dropbox.

## Historia
Durante las sesiones de composición de IV de Godsmack, el líder y vocalista Sully Erna sufrió un bloqueo, por lo que Tony Rombola, Shannon Larkin y Robbie Merill (sección musical de la banda) fueron a componer en el estudio por su cuenta. Después de componer casi cuarenta canciones, sólo se usaron catorce de ellas. Las canciones sobrantes se reciclaron y se decidió usarlas junto a Whitfield Crane de Ugly Kid Joe formando la banda Another Animal. Poco después se unió el amigo y antiguo compañero de Godsmack y guitarrista de Dropbox Lee Richards. Lanzaron su álbum debut homónimo en 2007. El primer sencillo "Broken Again" llegó al puesto número ocho en la lista Billboard Hot Mainstream Rock Tracks. Para promocionar el álbum hicieron de teloneros del grupo Alter Bridge a finales de 2007.

## Discografía

### Discos de estudio
| Año  | Álbum                                                                         |
| ---- | ----------------------------------------------------------------------------- |
| 2007 | Another Animal - Lanzamiento: 2 de octubre de 2007 - Sello: Universal Records |

### Sencillos
| Año  | Título         | Álbum          |
| ---- | -------------- | -------------- |
| 2007 | "Broken Again" | Another Animal |
| 2008 | "Fade Away"    | Another Animal |

## Miembros
- Whitfield Crane – voz (Ugly Kid Joe, Medication)
- Tony Rombola – guitarra líder, coros (Godsmack)
- Robbie Merrill – bajo (Godsmack)
- Shannon Larkin – batería, coros (Godsmack, ex-Ugly Kid Joe)
- Lee Richards - guitarra rítmica, coros (Dropbox, ex-Godsmack)